# Oldham Athletic Association Football Club
L'Oldham Athletic Association Football Club és un club de futbol anglès de la ciutat d'Oldham, Gran Manchester.

## Història

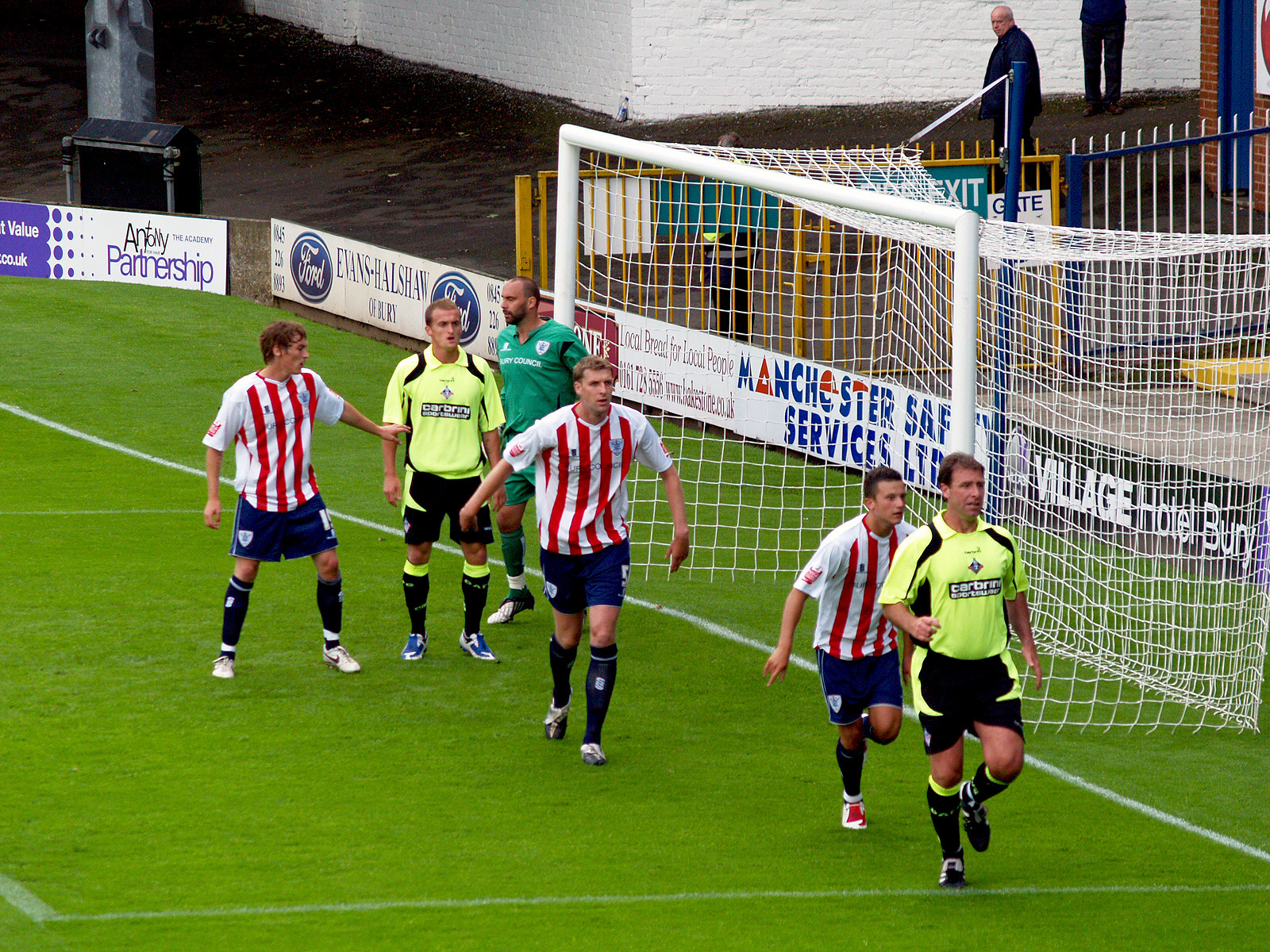
Oldham Athletic (de groc) en un partit amistós enfront del Bury la temporada 2009-10.

El club va ser fundat amb el nom Pine Villa FC l'any 1895. Aquest club disputà les lligues de Manchester i Lancashire. Quan el rival ciutadà Oldham County FC desaparegué l'any 1899, el Pine Villa FC es traslladà al seu estadi, l'Oldham Athletic Ground (avui anomenat Boundary Park) i canvià el seu nom per Oldham Athletic. Ingressà a la Football League la temporada 1907-08, on jugà tres temporades a Segona i ascendint a Primera. La seva millor temporada fou la 1914-15, on foren segons a la lliga. El 1923 va perdre la categoria, no tornant a Primera fins 68 anys després, el 1991, després de proclamar-se campió de segona. Fou membre fundador de la Premier League, on hi jugà dues temporades fins al 1993-94, temporada en què tornà a Segona. Des d'aleshores el club ha jugat entre la segona i tercera divisió.
Pel que fa als campionats de copa, el club ha arribat tres cops a la semifinal de la FA Cup (1912-13, 1989-90 i 1993-94), i finalista de la Football League Cup (1990) i de la Copa Anglo-escocesa (1978-79).

## Palmarès
- Segona Divisió anglesa:
  - 1990-91
- Tercera Divisió anglesa:
  - 1973-74
- Tercera Divisió anglesa Nord:
  - 1952-53
- Lancashire Combination:
  - 1906-07

- Lancashire Senior Cup:
  - 1907-08, 1966-67, 2005-06